# Hugo Waser
Hugo Waser   (Stansstad, 9 d'agost de 1936) és un remer suís, ja retirat, que va competir durant la dècada de 1960.
Durant la seva carrera esportiva va prendre part en tres edicions dels Jocs Olímpics d'Estiu. El 1960 i 1964 no aconseguí uns resultats destacables, mentre el 1968, als Jocs de Ciutat de Mèxic, guanyà la medalla de bronze en la prova del quatre amb timoner del programa de rem. Formà equip amb Denis Oswald, Peter Bolliger, Jakob Grob i Gottlieb Fröhlich.
En el seu palmarès també destaca una medalla de bronze al Campionat del Món de rem de 1962, una medalla de bronze al Campionat d'Europa de rem de 1969 i dotze títols nacionals.